# Boreogalba julianae
Boreogalba julianae är en stekelart som beskrevs av Todorov 2006. Boreogalba julianae ingår i släktet Boreogalba och familjen bracksteklar. Inga underarter finns listade.